# 瓦曼基基亞區
13°43′43″S 74°16′23″W / 13.7287°S 74.2730°W
瓦曼基基亞區（西班牙語：Distrito de Huamanquiquia），是秘魯的一個區，位於該國中南部阿亞庫喬大區的維克托法哈多省，始建於1936年6月2日，面積67.3平方公里，海拔高度3,350米，2005年人口1,324，人口密度每平方公里20人。